# اندیس قره زاغ ۲
قره زاغ ۲ یک اندیس غیرفلزی است که در حوالی شهر صائین قلعه استان آذربایجان غربی قرار دارد و مادهٔ معدنی موجود در آن، زاج است.